# Christian Urne (overpræsident)
 Der er flere personer med dette navn, se Christian Urne.
Christian Urne (4. marts 1749 i Kerteminde – 28. juni 1821 i Sorø) var en dansk amtmand og overpræsident i København.
Han var en søn af kaptajn Joachim Frederik Urne (11. marts 1708 – 27. juli 1788) og Ingeborg Margarethe f. Akeleye (24. november 1718 – 1782, begravet 22. februar). Han fødtes 4. marts 1749 i Kerteminde, blev 1757 page og 1768 hofjunker hos enkedronning Juliane Marie, ved hvis bistand han fik lejlighed til at studere lovkyndighed og statsvidenskab ved Sorø Akademi indtil 1771. Det følgende år blev han enkedronningens kammerjunker, 1773 juridisk kandidat, auskultant i Højesteret og 1. kammerjunker hos kronprinsen. 1775 udnævntes han til amtmand i Halds Amt, konstitueredes tillige 1776 til stiftamtmand i Viborg, 1780 til stiftamtmand i Århus og udnævntes derefter 1781 til stiftamtmand i Ribe Stift og amtmand i Riberhus Amt. 1790 beskikkedes han til justitiarius i Højesteret, men blev allerede 1794 overpræsident i København, fra hvilket embede han 1809 afskedigedes. Han døde 28. juni 1821 i Sorø. 1779 var han blevet kammerherre, 1790 Storkors af Dannebrog og 1809 gehejmekonferensråd. Han ægtede 24. oktober 1783 Sophie Magdalene baronesse Güldencrone (4. maj 1766 – 26. maj 1851), en datter af gehejmeråd og baron Christian Frederik Güldencrone til Wilhelmsborg.